# آرتور استوچ
آرتور استوچ (انگلیسی: Arthur Storch; ۲۹ ژوئن ۱۹۲۵ – ۵ مارس ۲۰۱۳) یک هنرپیشه و کاگردان تئاتر اهل ایالات متحده آمریکا بود.

## گزیده فیلمشناسی
از فیلم‌ها یا برنامه‌های تلویزیونی که وی در آن نقش داشته‌است می‌توان به آثار زیر اشاره کرد.
- جن‌گیر (فیلم) (۱۹۷۳)